# Круна (држава)
Круна (енгл. The Crown) својеврсно је инокосно правно лице које отјелотворава цјелокупну државну власт, а чији је носилац монарх као физичко лице. На такав начин се у англосаксонском праву раздваја владар у институционалном и приватном својству.
У земљама Комонвелта некада се „круна” користи као замјена за именицу „држава”. Пред судовима круна је синоним за државу као странку у поступку. Кривични предмети се дословно називају нпр. „круна против Смита” (енгл. the Crown against Smith). Стога, државни тужилац се најчешће назива crown prosecutor („крунски или краљевски тужилац”).